# Подкидыш (мультфильм)
«Подкидыш» — российский рисованный мультипликационный фильм 2002 года.
Входит в альманах «Волшебный фонарь» 2002 г. 

Художественные руководители: Эдуард Назаров, Александр Татарский. 

Фильм снят по мотивам сказки О. Михайловой «Ничей гепард». Юмористическая история для детей о жизни некоторых обитателей Африканской саванны. 

Фильм участвовал в конкурсной программе фестиваля Суздаль-2003.

## Сюжет
В африканской саванне появился гепард. И звери поспорили с кем он в родстве: с семейством кошачьих — львами, пантерами (леопардами) и ягуарами, или с гиеновидными собаками? В результате остался гепард ничей. Но, когда наступила засуха, именно гепард первым добежал до оазиса, где была вода.

## Ошибка в сюжете
С точки зрения зоогеографии в мультфильме допущена ошибка: ягуары живут только в Южной и Центральной Америке.

## Создатели
| режиссёр                | Андрей Соколов |
| сценарист               | Андрей Соколов |
| художник-постановщик    | Андрей Соколов |
| аниматоры               | Юлия Аулова, Яна Дронина, Павел Барков, Сергей Кирякин, Андрей Соколов, Дмитрий Андреев, Вячеслав Ашихин, Ольга Меркурьева, Елена Лазарева, Михаил Пичугин, Михаил Рыкунов |
| художники               | Наталья Полетаева, Ольга Антоненкова, Елена Голенкова, Елена Косарева, Светлана Малицкая                                                                                   |
| художник по фонам       | Ирина Назарова |
| продюсер                | Александр Герасимов |
| композитор              | Юрий Прялкин |
| звукорежиссёр           | Вячеслав Тарасов |
| роли озвучивал          | Алексей Колган |
| операторы               | Вера Куценко, Наталия Гудым |
| техническое обеспечение | Алексей Ганков |
| ассистент режиссёра     | Оксана Фомушкина |

## Награды
- Диплом за лучший детский фильм на VIII Открытом Российском фестивале анимационного кино Суздаль-2003.[1]
- Гран-при в номинации «Анимационные фильмы» VII Всероссийский Детский Фестиваль Визуальных искусств (Орлёнок), Туапсе, Россия, июль 2003;
- Приз «Sig. Rossi» XIX Международный фестиваль анимационного кино и комиксов CARTOON CLUB, Римини, Италия, июль 2003.[2]
- Диплом «за развитие традиций отечественной анимации», Премия Ф. Хитрука и Э. Назарова на 8 Московском Международном фестивале детского и анимационного кино «Золотая рыбка» (31 марта — 7 апреля 2003).
- Первый детский фестиваль отечественной анимации «Радуга детства» : профессиональное детское жюри признало самым смешным мультфильмом «Подкидыш».[3]